# Aeroportul Internațional MBS
Aeroportul Internațional MBS (IATA: MBS, ICAO: KMBS, FAA LID: MBS) este un aeroport din Comitatul Saginaw, Michigan, Michigan, Statele Unite ale Americii ce deservește zona Saginaw. Aeroportul a fost tranzitat în 2019 de 268.818 pasageri.
Situat la o altitudine de 204 m, aeroportul dispune de 2 piste.

## Infrastructură

### Piste
Aeroportul dispune de 2 piste. Pista 05/23 are suprafața de asfalt și dimensiunile 8.002 picioare × 150 picioare. Pista 14/32 are suprafața de asfalt și dimensiunile 6.400 picioare × 150 picioare. 